# 마틸다 효과
마틸다 효과(영어: Matilda effect)는 여성 과학자들의 성과가 남성 과학자들의 성과보다 덜 인정되는 편향을 의미한다. 1993년 역사학자 마거릿 로시터(Margaret W. Rossiter)가 에세이 〈발명가로서의 여성〉(Woman as Inventor)을 쓴 19세기의 여성참정권자이자 노예폐지론자인 마틸다 조슬린 게이지(Matilda Joslyn Gage)의 이름을 따 명명했다. 12세기의 의사 살레르노의 트로타부터 19~20세기의 여성 과학자인 리제 마이트너, 마리에타 블라우, 조셀린 벨 버넬 등이 그 예로 자주 언급된다.
마틸다 효과는 저명한 과학자가 상대적으로 덜 알려진 과학자에 비해 성과를 더 많이 인정받는 매튜 효과와 함께 언급되는 경우가 많다.

## 같이 보기
- 과학사
- 기술의 역사
- 마태 효과
- 과학과 여성